# Ammothea tibialis
Ammothea tibialis là một loài nhện biển trong họ Ammotheidae. Loài này thuộc chi Ammothea. Ammothea tibialis được miêu tả khoa học năm 2002 bởi Munilla.